# Digitaria atra
Digitaria atra är en gräsart som beskrevs av Luces. Digitaria atra ingår i släktet fingerhirser, och familjen gräs. Inga underarter finns listade i Catalogue of Life.